# حراسة الأرض

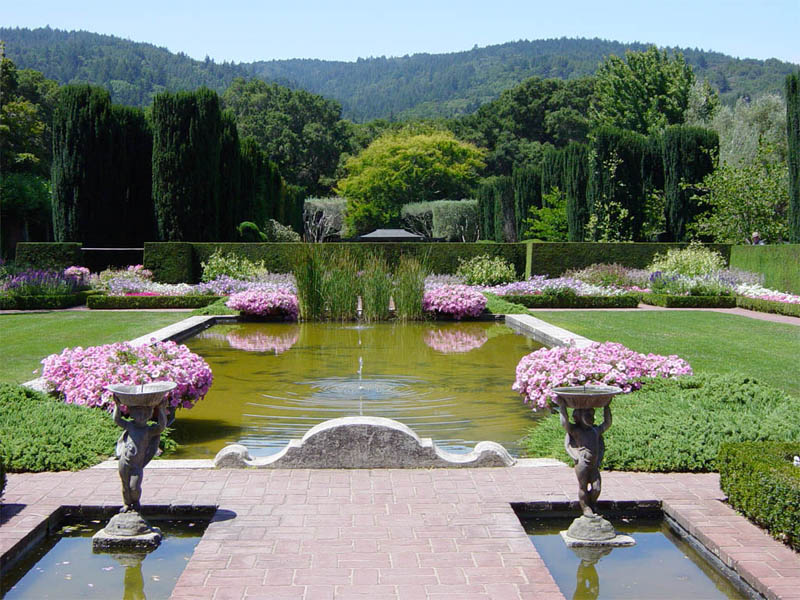
منظر حديقة قصر.

حراسة الأرض هي نشاط رعاية مساحة من الأرض لأغراض جمالية أو وظيفية؛ عادة في بيئة مؤسسية. وهي تشمل جز العشب، وتقليم الشجر، وسحب الأعشاب، وزراعة الزهور، إلخ. قدرت وزارة العمل الأمريكية أن أكثر من 900000 عامل يعملون في صيانة المناظر الطبيعية وخدمات الحراسة الأرضية في الولايات المتحدة في عام 2006. من بين هؤلاء أكثر من 300000 عامل كانوا يعملون في حدائق الجولف والمدارس والمنتجعات والحدائق العامة. قارن بستاني.

## حراس الأرض
حارس الأرض هو الشخص الذي يحافظ على المناظر الطبيعية أو الحدائق أو الأماكن الرياضية (ونباتاتها عند الاقتضاء) من أجل المظهر والوظيفة. في بريطانيا كلمة groundsman تستخدم أو حارس حديقة عادة أكثر من ذلك بكثير.  في أستراليا، غالبًا ما تُستخدم كلمة «أمين» للإشارة إلى الشخص الذي يقوم بهذه الوظيفة، لا سيما تلك التي تتضمن ملاعب الكريكيت. في حرم الجامعات، غالبًا ما يُطلق على حراس الأرض اسم علماء البستنة. المكافئ في ملعب الجولف هو حارس الخضر.  

قدر مكتب إحصاءات العمل الأمريكي (BLS) في مايو 2015 أن المجموعة الإحصائية 37-3011 «عمال المناظر الطبيعية وحراسة الأرض» بلغ عددهم 895,600 بمتوسط أجر سنوي قدره 25,030 دولارًا. يصف BLS وظائف هذه المجموعة على أنها «عادةً ما يؤدي العمال مجموعة متنوعة من المهام، والتي قد تشمل أي مجموعة من العناصر التالية: وضع العشب، والقص، والتشذيب، والزراعة، والري، والتسميد، والحفر، والتقطيع، وتركيب الرشاشات، وتركيب وحدات جدار خرسانية مقطعية».

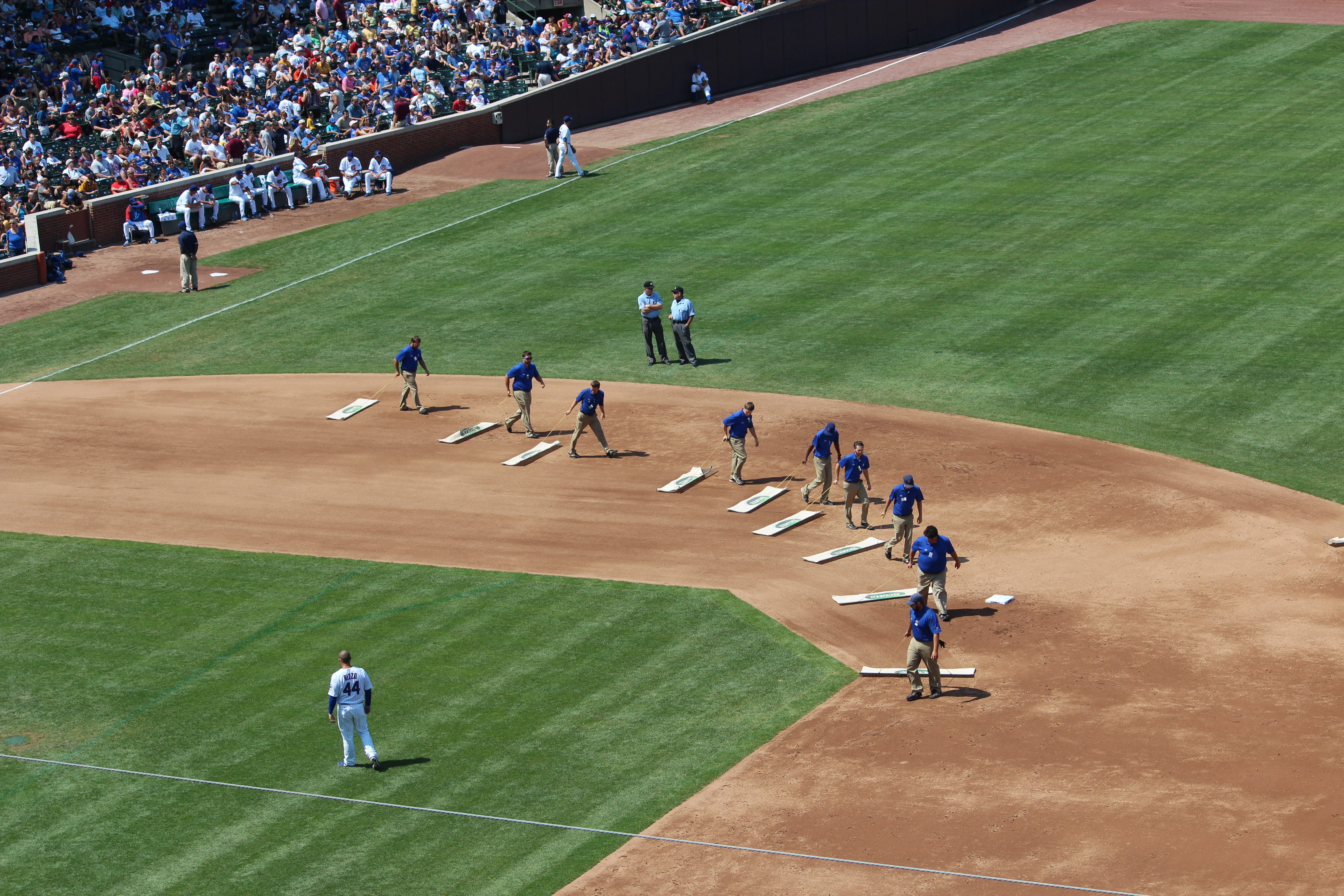
يقوم طاقم Wrigley Field Grounds بتنعيم الأوساخ الموجودة في الحقل.

تتطلب وظيفة حارس الأرض مجموعة واسعة من المعرفة في البستنة ومكافحة الآفات ومكافحة الأعشاب الضارة. نظرًا لأن العديد من المؤسسات (خاصة المدارس) تبتعد عن استخدام مبيدات الآفات الكيميائية ونحو الإدارة المتكاملة للآفات ، فإن الخبرة والمعرفة والمتطلبات الدراسية لكبار الحراس في تزايد. بينما يتبع حراس الأرض عادةً مخطط موقع تم إنشاؤه بواسطة مهندس المناظر الطبيعية، يمكن أن يكون هناك العديد من الفرص للإبداع في التصميم والعرض التفصيليين.

## معدات حراسة الأرض
تتألف معدات حراس الأرض من الأدوات والمركبات المستخدمة، بما في ذلك:
- جزازات
- جزازات العشب
- الجرارات
- نافخات الثلج
- كاسحة الثلوج
- الحواف
- فرش دوارة
- مكابس
- نافخات أوراق
- معاول
- المسجات
- مرشات
- أدوات الحدائق
- علب سقي أو نظام سقي مثبت على شاحنة (خزان وخراطيم البولي إيثيلين)
- علامات الخط

## تأثير بيئي
يعد التلوث الناجم عن معدات حراسة الأرض التي تعمل بالغاز مصدرًا مهمًا لتلوث الهواء. معايير الانبعاثات الأمريكية تحد على وجه التحديد من الانبعاثات من المحركات الصغيرة. لا تنتج النماذج الكهربائية أي انبعاثات عند نقطة الاستخدام، ولكنها قد تحول التلوث إلى محطات توليد الطاقة. قد يستمر تقليل الانبعاثات عن طريق استخدام الطاقة المتجددة في توليد الشبكة، أو لأن محطات الطاقة المركزية يجب أن يكون لديها معدات أكثر صرامة للتحكم في الانبعاثات.

## حراس الأرض في الخيال
ظهر حراس الأرض أحيانًا كشخصيات ثانوية في الصور الخيالية والمتحركة. عادة ما يتم تقديمها كشخصيات كوميدية أو غريبة، وغالبًا ما تظهر عيبًا قهريًا أو وسواسًا في الشخصية.
تتضمن بعض الأمثلة عن حراس الأرض الخياليين ما يلي:
- في سلسلة الرسوم المتحركة العادية من كارتون نتورك، كان مردخاي، ريجبي، سكيبس، ماسل مان، هاي فايف جوست وتوماس حراس الأرض في حديقة محلية.
- الحارس الأرضي ويلي هو اسكتلندي فظ يتحدث في مسلسل الرسوم المتحركة التلفزيوني ذا سيمبسونز . إنه حارس أرض وبواب.
- بن ويذرستاف في الحديقة السرية ، هو الشخص البالغ الوحيد في القصة الذي لديه فكرة عن أفعال الأطفال.
- كارل سباكلر هو مساعد حارس أرضي يلعبه الممثل بيل موريi في فيلم Caddyshack ، الذي يتابع بقلق شديد تدمير غوفر في ملعب الجولف الذي يحافظ عليه.
- بوثبي هو حارس أرض أكاديمية ستارفليت منذ فترة طويلة وشخصية جد للعديد من الطلاب في سلسلة ستار تريك: الجيل التالي وستار تريك: ديب سبيس ناين وستار تريك: فوياجر.
- تشونسي غاردينر، لعبت من قبل بيتر سيلرز في الوجود هناك . في هذه الحالة، تكون الشخصية مركزية في المؤامرة. على الرغم من محدودية الذكاء (من وجهة نظرنا) فهو يعكس بشكل فريد كل من يتفاعل معه وبالتالي يصبح شخصية مشهورة، حتى لدرجة أنه يقترحها من قبل الآخرين كمرشح محتمل لرئاسة الولايات المتحدة.
- في سلسلة كتب هاري بوتر ، روبياس هاغريد هو حارس الأرض نصف العملاق في Hogwarts.